# Reichsversorgungsgesetz
Das Gesetz über die Versorgung der Militärpersonen und ihrer Hinterbliebenen bei Dienstbeschädigung (Reichsversorgungsgesetz – RVG) regelte die Versorgung von Angehörigen der deutschen Streitkräfte und ihrer Hinterbliebenen wegen eines im Ersten Weltkrieg erlittenen Gesundheitsschadens.
Für Zivilpersonen und für Schäden infolge innerer Unruhen der frühen Weimarer Republik galt das Kriegspersonenschädengesetz.

## Historische Bedeutung
Die erste für das Deutsche Reich einheitliche rechtliche Regelung über die Kriegsopferfürsorge war das Gesetz betreffend die Pensionierung und Versorgung der Militärpersonen des Reichsheeres und der kaiserlichen Marine sowie die Bewilligung für die Hinterbliebenen solcher Personen vom 27. Juni 1871, reformiert durch das Mannschaftsversorgungs- und Offizierspensionsgesetz 1906. Nach dem Ersten Weltkrieg wurden neben den Berufssoldaten und ihren Familien auch die Wehrpflichtigen in die Versorgung einbezogen, außerdem wegen des Mangels an Arbeitskräften für den Wiederaufbau und die geschuldeten Reparationen auch Leistungen zur Wiedereingliederung in das Erwerbsleben geschaffen.
Die Verordnung über die soziale Kriegsbeschädigten- und Kriegshinterbliebenenfürsorge vom 8. Februar 1919 und die darauf basierende Gründung des Reichsausschusses für Kriegsbeschädigtenfürsorge sowie das im Jahr 1920 erlassene Reichsversorgungsgesetz schufen die gesetzlichen Grundlagen zur medizinischen Behandlung und Rentenversorgung der Kriegsversehrten des Ersten Weltkriegs.
Das Reichsversorgungsgesetz ist das erste moderne deutsche Versorgungsgesetz, dessen Kriterien bis heute Gültigkeit haben. Es hob die Orientierung der Versorgung am militärischen Dienstgrad auf und orientierte die Bemessung der Leistungen zum einen an der Minderung der Erwerbsfähigkeit, zum anderen an der beruflichen und sozialen Situation.

## Berechtigte
Das Gesetz definiert die Dienstbeschädigung als eine "gesundheitschädigende Einwirkung, die durch militärische Dienstverrichtungen oder durch einen während der Ausübung des Militärdienstes erlittenen Unfall oder durch die dem Militärdienst eigentümlichen Verhältnisse herbeigeführt worden ist." Arbeiten, zu denen Angehörige der deutschen Wehrmacht in unverschuldeter Kriegsgefangenschaft verwendet wurden und die dieser Kriegsgefangenschaft eigentümlichen Verhältnisse waren dem Militärdienst und den diesem Dienste eigentümlichen Verhältnissen gleichgestellt (§§ 1, 2 RVG).
Der Sanitätsbericht über das Deutsche Heer 1934 beziffert die Anzahl der zwischen dem 2. August 1914 und dem 31. Juli 1918 aus dem Heer als „dienstunbrauchbar“ Entlassenen (503.713 mit, 199.065 ohne Versorgung) mit über 703.000, davon etwa 90.000 als „Verstümmelte“ mit Ansprüchen auf eine Schwerbeschädigtenzulage. Andere Hochrechnungen gehen von etwa 2,7 Millionen dauernd kriegsbeschädigten Soldaten aus, was etwa 11 % der insgesamt 24,3 Millionen verletzten und schwerverletzten Soldaten entsprechen würde. Hinzu traten etwa 533.000 versorgungspflichtige Kriegswitwen und etwa 1,2 Millionen Kriegswaisen.

## Leistungen
Neben Heilbehandlung, Krankengeld und Rentenleistungen war auch eine soziale Fürsorge in Form einer unentgeltlichen beruflichen Ausbildung
zur Wiedergewinnung oder Erhöhung der Erwerbsfähigkeit vorgesehen, wenn der Antragsteller durch die Dienstbeschädigung in der Ausübung seines Berufs oder in der Fortsetzung einer begonnenen Ausbildung wesentlich beeinträchtigt war.
Für die Beurteilung der Minderung der Erwerbsfähigkeit gab das Reichsarbeitsministerium sog. Anhaltspunkte heraus.
Nach § 25 Abs. 3 RVG war die "schwere Beeinträchtigung der körperlichen Unversehrtheit" unter näheren Voraussetzungen einer Minderung der Erwerbsfähigkeit (MdE) gleichgestellt. Um den "für einen glatten und einheitlichen Vollzug" dieser Vorschriften erforderlichen "grundsätzlichen Ausführungsbestimmungen eine auch die Spruchbehörden bindende Gültigkeit zu geben," wurde die Reichsregierung ermächtigt, mit Zustimmung des Reichsrats und eines aus 28 Mitgliedern bestehenden Ausschusses des Reichstages bindende Vorschriften zur Durchführung des § 25 Abs. 3 RVG zu erlassen.
Die hierauf gestützte Verordnung vom 1. September 1920 legte für im Einzelnen benannte schwere körperliche Beeinträchtigungen MdE-Grade fest und bestimmte ergänzend, „andere Körperschäden, die den hier aufgezählten gleichzuachten sind, entsprechend zu berücksichtigen“. Für den Gesetzesvollzug im Übrigen erließ der Reichsarbeitsminister eigene Ausführungsbestimmungen. Das RVG unterschied danach zwischen auch die Spruchbehörden bindenden, durch Rechtsverordnung zu erlassenden Vorschriften und an die Verwaltung gerichteten Ausführungsbestimmungen.
Vorgesehen war außerdem eine Anpassung an die Geldentwertung durch eine Teuerungszulage (§ 87 RVG).
Das Gesetz wurde im Jahr 1950 durch das Bundesversorgungsgesetz ersetzt.